# Campionati europei di atletica leggera indoor 2011 - Salto in lungo maschile
La gara si è svolta il 4 e il 5 marzo 2011.

## Podio
| #       | Atleta          | Nazionalità | Misura | Note                                     |
| ------- | --------------- | ----------- | ------ | ---------------------------------------- |
| Oro     | Sebastian Bayer | Germania    | 8,16   | Miglior prestazione personale stagionale |
| Argento | Kafétien Gomis  | Francia     | 8,03   | Miglior prestazione personale stagionale |
| Bronzo  | Morten Jensen   | Danimarca   | 8,00   | Miglior prestazione personale stagionale |

## Record
Prima di questa competizione, il record del mondo (RM), il record europeo (EU) ed il record dei campionati (RC) sono i seguenti:
| Record                | Prestazione | Atleta                   | Data                                  | Competizione                                       |
| --------------------- | ----------- | ------------------------ | ------------------------------------- | -------------------------------------------------- |
| Record mondiale       | 8,79        | Carl Lewis Stati Uniti   | 27 gennaio 1984 New York, Stati Uniti |                                                    |
| Record europeo        | 8,71        | Sebastian Bayer Germania | 8 marzo 2009 Torino, Italia           | Campionati europei di atletica leggera indoor 2009 |
| Record dei campionati | 8,71        | Sebastian Bayer Germania | 8 marzo 2009 Torino, Italia           | Campionati europei di atletica leggera indoor 2009 |

## Risultati

### Qualificazioni
Si qualificano alla finale gli atleti che superano la misura di 8,05 (Q) oppure gli 8 migliori.

#### Gruppo A
| Pos. | Nome               | Nazione    | 1ª   | 2ª   | 3ª   | Misura | Note |
| ---- | ------------------ | ---------- | ---- | ---- | ---- | ------ | ---- |
| 1    | Morten Jensen      | Danimarca  | 7,96 | X    | X    | 7,96   | q =  |
| 2    | Kafétien Gomis     | Francia    | 7,88 | 7,85 | 7,91 | 7,91   | q    |
| 3    | Sebastian Bayer    | Germania   | 7,91 | 7,73 | 7,84 | 7,91   | q    |
| 4    | Roman Novotný      | Rep. Ceca  | 7,90 | 7,72 | X    | 7,90   | q    |
| 5    | Michel Tornéus     | Svezia     | 7,84 | 7,73 | 7,88 | 7,88   | q    |
| 6    | Eusebio Cáceres    | Spagna     | X    | 7,81 | 7,83 | 7,83   |      |
| 7    | Andriy Makarčev    | Ucraina    | 7,82 | X    | X    | 7,82   |      |
| 8    | Marcos Chuva       | Portogallo | 7,65 | 7,35 | 7,62 | 7,65   |      |
| 9    | Nikolaj Atanasov   | Bulgaria   | 7,57 | 7,51 | X    | 7,57   |      |
| 10   | Petteri Lax        | Finlandia  | 7,20 | 7,43 | 7,19 | 7,43   |      |
| 11   | Yeóryios Tsákonas  | Grecia     | X    | X    | 7,35 | 7,35   |      |
| 12   | Zacharias Arnos    | Cipro      | 7,02 | 7,16 | 7,20 | 7,20   |      |
| 13   | Adrian Vasile      | Romania    | 7,19 | –    | –    | 7,19   |      |
| 14   | Alexandr Cuharenco | Moldavia   | 7,06 | 7,13 | 7,04 | 7,13   |      |
| 15   | Admir Bregu        | Albania    | 7,06 | X    | 6,97 | 7,06   |      |

#### Gruppo B
| Pos. | Nome                 | Nazione    | 1ª   | 2ª   | 3ª   | Misura | Note |
| ---- | -------------------- | ---------- | ---- | ---- | ---- | ------ | ---- |
| 1    | Teddy Tamgho         | Francia    | 7,82 | X    | 7,97 | 7,97   | q    |
| 2    | Luis Méliz           | Spagna     | 7,94 | 7,85 | 7,91 | 7,94   | q    |
| 3    | Povilas Mykolaitis   | Lituania   | 7,90 | X    | 7,82 | 7,90   | q    |
| 4    | Salim Sdiri          | Francia    | 7,62 | 7,88 | X    | 7,88   |      |
| 5    | Elvijs Misans        | Lettonia   | 7,86 | X    | 7,75 | 7,86   |      |
| 6    | Loúis Tsátoumas      | Grecia     | 7,66 | 7,81 | -    | 7,81   |      |
| 7    | Sergej Poljanskij    | Russia     | X    | 7,81 | X    | 7,81   |      |
| 8    | Kristinn Torfason    | Islanda    | 7,72 | 7,73 | 7,73 | 7,73   |      |
| 9    | Štepán Wagner        | Rep. Ceca  | X    | 7,63 | 7,67 | 7,67   |      |
| 10   | Andreas Otterling    | Svezia     | 7,17 | 7,63 | 7,48 | 7,63   |      |
| 11   | Nils Winter          | Germania   | 7,51 | 7,61 | X    | 7,61   |      |
| 12   | Vardan P'ahlevanyan  | Armenia    | 7,25 | 7,43 | X    | 7,43   |      |
| 13   | Jaroslav Dobrovodský | Slovacchia | 7,40 | 7,22 | 7,33 | 7,40   |      |
| 14   | Otto Kilpi           | Finlandia  | 5,05 | 7,27 | X    | 7,27   |      |
| 15   | Darius Aučyna        | Lituania   | 6,89 | 7,02 | X    | 7,02   |      |

### Finale
| # | Atleta             | Nazionalità | 1ª   | 2ª   | 3ª   | 4ª   | 5ª   | 6ª   | Misura | Note                                     |
| - | ------------------ | ----------- | ---- | ---- | ---- | ---- | ---- | ---- | ------ | ---------------------------------------- |
| 1 | Sebastian Bayer    | Germania    | X    | 8,10 | –    | 8,16 | X    | X    | 8,16   | Miglior prestazione personale stagionale |
| 2 | Kafétien Gomis     | Francia     | 8,02 | X    | 7,93 | X    | 8,03 | 8,00 | 8,03   | Miglior prestazione personale stagionale |
| 3 | Morten Jensen      | Danimarca   | X    | X    | 8,00 | X    | X    | 7,88 | 8,00   | Miglior prestazione personale stagionale |
| 4 | Teddy Tamgho       | Francia     | X    | 7,78 | X    | 7,83 | 7,94 | 7,98 | 7,98   |                                          |
| 5 | Povilas Mykolaitis | Lituania    | X    | 7,85 | 7,87 | X    | 7,77 | 7,97 | 7,97   |                                          |
| 6 | Luis Méliz         | Spagna      | X    | 7,78 | 7,66 | 7,90 | 7,85 | 7,64 | 7,90   |                                          |
| 7 | Michel Tornéus     | Svezia      | 7,53 | 7,84 | 7,78 | 7,68 | X    | X    | 7,84   |                                          |
| 8 | Roman Novotný      | Rep. Ceca   | 7,66 | X    | X    | X    | X    | X    | 7,66   |                                          |